# Camponotus mystaceus
Camponotus mystaceus är en myrart som beskrevs av Carlo Emery 1886. Camponotus mystaceus ingår i släktet hästmyror, och familjen myror.

## Underarter
Arten delas in i följande underarter:
- C. m. kamae
- C. m. mystaceus